# شاه‌بلوط‌هندی‌واران
شاه‌بلوط‌هندی‌واران (نام علمی: Hippocastanoideae) نام یک زیرخانواده از تیره ناترکیان است.